# Marko Krasić
Marko Krasić (in serbo Марко Красић?; Kragujevac, 1º dicembre 1985) è un calciatore serbo, centrocampista dei Serbian White Eagles.

## Carriera
Ha giocato nella massima serie dei campionati serbo, indonesiano, hongkonghese e montenegrino.